# Кормињане
Кормињане је село у Републици Србији на Косову и Метохији у општини Косовска Каменица у Косовско-поморавском округу. Налази се истоку Косова у Косовском Поморављу дуж тока реке Биначке Мораве, у подножју брда Бутка, Шанак и Чука. Од административног прелаза са Србијом — Кончуљ је удаљено 3-4 колометара. У близини села се налази град Гњилане .
Кормињане чине два велика међусобно спојена села Доње Кормињане и Горње Кормињане која заједно броје више од 1500 становника.

## Историја
Изнад села, у брдима, пронађени су остаци старог насеља. Ту се налази и манастир, једини у овом делу Косовског поморавља, Изморник. У близини села се налазила стара српска црква. место је познато по ужарском занату, због којег се у 19. веку много гајила конопља, као сировина. Готова ужад су се надалеко извозила.
Године 1900. се каже да је село раздвојено на две махале: Горњу и Доњу, међусобно удаљене 15 минута хода. У Доњој махали су православна Успенска црква и српска школа у порти. И данас у селу постоји та црква Успенија Пресвете Богородице (Велике Госпојине), саграђена крајем 18. или почетком 19. века, која је проширена средином 19. века и осликана 1870. године. Иначе су цркву градили преци фамилије Влајковићи, који су први населили Д. Кормињане и да данас живе у селу.. Село као заветину слави прву среду, четврти дан после Ускрса.
Школа је отворена пре 40 година а њен први учитељ био је поп Јанко Леваковић родом из Петровца. За њим су децу учила још два учитеља - Стефан Пауновић (из места) и Стојан Јанковић из Петровца. Затим је школа затворена, и тако је било до 1870. године. Тада се јавља учитељ мештанин Димитрије Стојковић (1870-1876). Школа опет не ради извесно време па долази треће отварање 1892. године. Ту је провео седам година учећи децу Петар Јовановић из Домороца. Када је исти 1899. рукоположен за свештеника ступа нови кадар, Манојло Чемерикић родом из Призрена.
Школска зграда је грађена 1885. године, то је здање од два спрата, али онижа. Претходна школа на том месту је била само једна мала и тамна просторија. На горњем спрату нове зграде је једна већа четвороразредна учионица, висине 2,20 метара. Поред учионице су две собе учитељског стана.
У месту је 1900. године прослављена школска слава Св. Сава. Чинодејствовао је свештеник Јанићије Поповић. Светосавску беседу изговорио је учитељ Манојло Чемерић. Највише су у то време помагали месну школу мештани Филип Ђокић, Денча Стојановић, Јован Николић, Младен Ристић, Антанас Станковић и Димитрије Стојановић.